# Атанас Каракашев
Атанас Иванов Каракашев е български търговец.

## Биография
Роден е в Свищов, тогава в Османската империя. Около 1844 г. създава еднолична търговска фирма в Свищов. От началото на 1850-те години търгува на едро с добитък, солена риба, зърнени храни, кожи, сирене, восък и др., които изнася предимно в Румъния за своя сметка или по договор с търговска къща на Евл. и Хр. Георгиеви. В съдружие с местния земевладелец и търговец Сюлейман ага през 1860 построява край Свищов парна мелница – първата в българските земи, която работи до пожара в града (1870). Емигрант в Румъния (1874 – 77). Участва в редактирането на в. „Балкан" (1875) в Букурещ. След Освобождението 1878 се завръща в България. 